# Pedra Azul (monte)

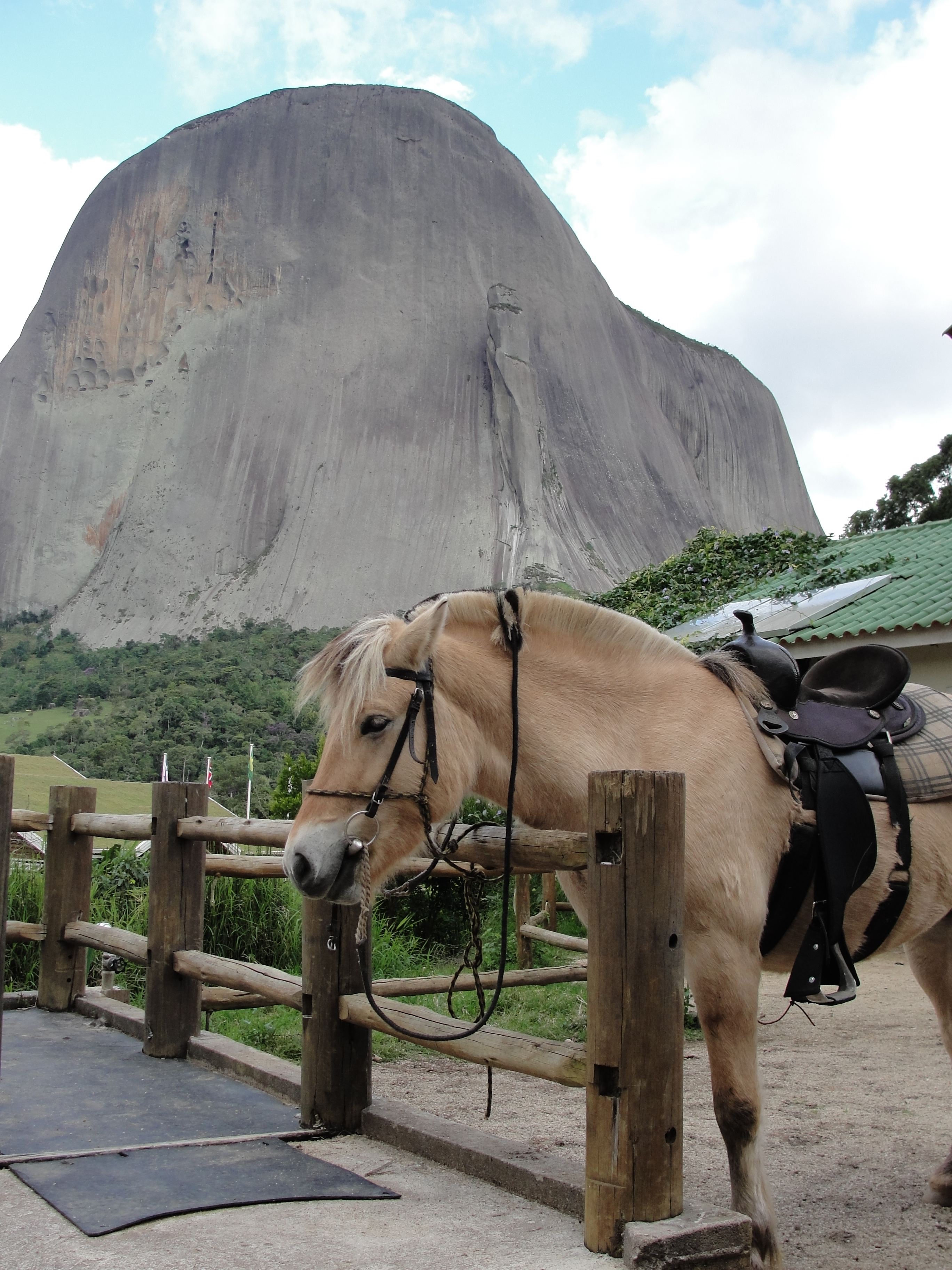
Cavallo ai piedi del Pico Pedra Azul

Il Monte Pedra Azul (in portoghese: Pico Pedra Azul; 1.822 m s.l.m.) è una montagna dello stato brasiliano di Espírito Santo (Brasile sud-orientale), facente parte della catena montuosa della Serra do Castelo e compresa all'interno del territorio della municipalità Domingos Martins e del Parque Estadual da Pedra Azul. Deve il proprio nome, che significa "Pietra Azzurra" alla sua particolare colorazione grigio-azzurra.

## Geografia
Il Monte Pedra Azul è situato tra le località di Venda Nova do Imigrante e Vitória, a nord della città di Alfredo Chaves. Si trova a fianco del Pico das Flores.

## Caratteristiche
Il Monte Pedra Azul è costituito da gneiss. La cima si erge per circa 500 metri.
La sua colorazione naturale grigio-azzurra cambia per l'occhio umano 31 volte al giorno, per via della luce solare.
|  |

## Clima
Sulla Pedra Azul le temperature passano dai 30° medi diurni ai 10° medi nella notte.